# Salix occidentalisinensis
Salix occidentalisinensis là một loài thực vật có hoa trong họ Liễu. Loài này được N. Chao miêu tả khoa học đầu tiên năm 1980.